# Comunidad Económica Eurasiática

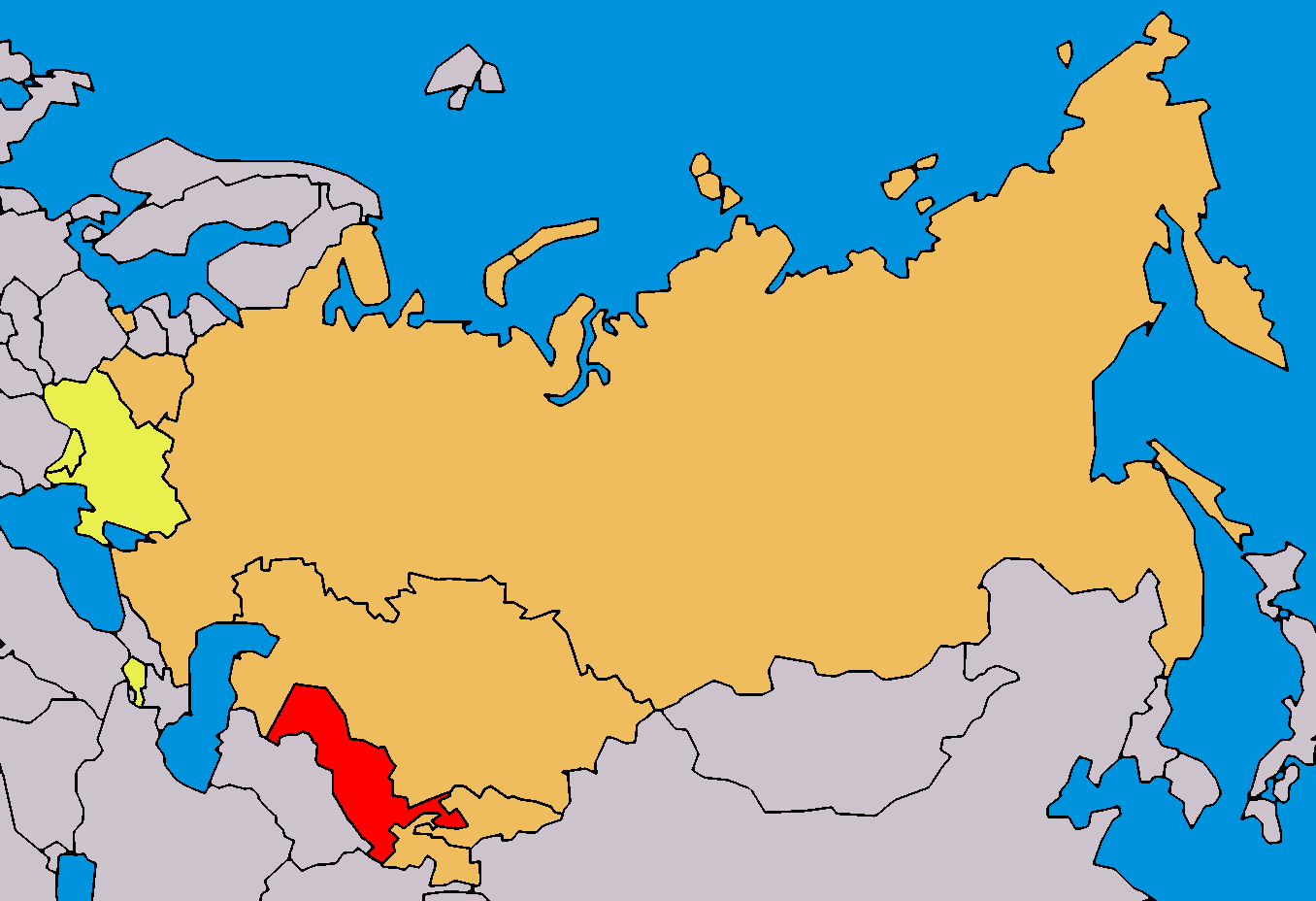
Miembros de la CEEA (naranja), observadores (amarillo) y
el exmiembro (rojo).

La Comunidad Económica Euroasiática (EurAsEC o CEEA) fue una organización regional que existió entre el año 1998 y el año 2014, enfocada en la integración económica de sus miembros. La organización se originó de la Comunidad de Estados Independientes (CEI) el 29 de marzo de 1996, con el tratado del establecimiento de la CEEA (Comunidad Económica Euroasiática) firmado el 10 de octubre del año 2000 en la capital de Kazajistán, Astaná, por los presidentes Aleksandr Lukashenko (presidente de Bielorrusia), Nursultan Nazarbayev (presidente de Kazajistán), Askar Akayev (presidente de Kirguistán), Vladímir Putin (presidente de Rusia), y Emomali Rajmonov (presidente de Tayikistán). Uzbekistán ingresó a la comunidad el 7 de octubre de 2005, pero finalmente, se retiró el 6 de octubre de 2008.
Durante 14 años, la CEEA implementó un número de políticas económicas para unir a la comunidad. La Unión Aduanera de Bielorrusia, Kazajistán y Rusia fue formada el 1 de enero de 2010, posteriormente la Unión Aduanera pasó a ser la Unión Aduanera Euroasiática. Las cuatro libertades (bienes, capital, servicios y personas)  fueron implementadas el 25 de enero del 2012, con la formación del Espacio Económico Euroasiático.
El 10 de octubre de 2014, un acuerdo de la terminación de la CEEA fue firmado en Minsk, (Bielorrusia), después de una sesión interestatal del consejo de la CEEA. La CEEA finalizó el 1 de enero de 2015, en conexión con el lanzamiento de la Unión Económica Euroasiática (UEEA). Mientras la Unión Económica Euroasiática reemplaza efectivamente la CEEA, la negociación de membresía de Tayikistán todavía continúa. Otros miembros de la CEEA han ingresado a la UEEA.

## Objetivos
La Comunidad Económica Euroasiática se creó para promover la creación por parte de los Estados miembros de una Unión Aduanera de un Espacio Económico Único y para coordinar sus planteamientos al tiempo que se integraban en la economía mundial y en el sistema de Comercio internacional. Uno de los principales vectores de actividad de la Organización es garantizar la evolución dinámica de los Estados de la Comunidad mediante la coordinación de sus reformas económicas y sociales, al tiempo que utilizan eficazmente sus potenciales económicos para mejorar el nivel de vida de sus pueblos.
Entre las principales tareas de la Comunidad figuran:
- completar la formalización de un régimen de libre comercio en todos los aspectos, creando un arancel aduanero unificado y un sistema unificado de medidas de regulación no arancelarias;
- establecer las normas comunes para el comercio de bienes y servicios y su acceso a los mercados interiores;
- garantizar la libre circulación de capitales
- introducir un procedimiento unificado de control de cambios;
- crear un sistema unificado común de aduanas regulación;
- armonización de las economías para la transición a una futura moneda única
- elaboración y aplicación de programas conjuntos de economía y desarrollo social
- creación de condiciones equitativas para producción y actividades empresariales
- formar un mercado común para los servicios de transporte y un sistema de transporte unificado
- formar un mercado energético común
- la creación de condiciones equitativas para el acceso de las inversiones extranjeras a los mercados de las partes;
- otorgar a los ciudadanos de los estados comunitarios igualdad de derechos para recibir educación y asistencia médica en todo su territorio;
- converger y armonizar las legislaciones nacionales;
- garantizar la coordinación de los sistemas jurídicos de los Estados de la Comunidad Económica Euroasiática con vistas a crear un espacio jurídico común dentro de la Comunidad.

## Miembros
- Bielorrusia
- Kazajistán
- Kirguistán
- Rusia
- Tayikistán

## Exmiembros
- Uzbekistán fue previamente un miembro de la CEEA, sin embargo, suspendió su membresía en 2008.

De acuerdo con la carta de la CEEA, el estatus de observador se puede conceder a los estados u organizaciones internacionales que lo soliciten. 

## Estados Observadores
Los observadores tenían el derecho de asistir a las reuniones públicas de la CEEA, para hablar en aquellas reuniones y con el consentimiento del presidente obtener documentos públicos y decisiones tomadas por la comunidad. La condición de observador no permitía que los Estados participaran en la toma de decisiones en las reuniones de la Comunidad Económica Euroasiática. 
los estados observadores fueron: 
- Armenia
- Moldavia
- Ucrania

## Estructura institucional

### Comité de Integración
El Comité de Integración era un órgano permanente de Eurasec. Estaba compuesto por los jefes de Gobierno adjuntos de los países de la Comunidad. Las reuniones del Comité de Integración debían celebrarse al menos cuatro veces al año.
En materia de integración, las decisiones del Comité se adoptaban por mayoría de dos tercios.
Cada Estado miembro disponía de un determinado número de votos:
- Rusia - 40 votos
- Bielorrusia - 15 votos
- Kazajistán - 15 votos
- Kirguistán - 7,5 votos
- Tayikistán - 7,5 votos
- Uzbekistán (suspendido) - 15 votos

### Secretaría
La Secretaría estaba dirigida por el Secretario General de la Eurasec, el más alto funcionario comunitario, nombrado por el Consejo interestatal. Las sedes de la Secretaría se encontraban en las ciudades de Almaty (Kazajistán) y Moscú (Rusia).

### Asamblea Interparlamentaria
La Asamblea Interparlamentaria de la Comunidad Económica Euroasiática actuaba como órgano de cooperación parlamentaria en el marco de la Comunidad Económica Euroasiática. Se ocupaba de las cuestiones de armonización (convergencia, armonización) de las legislaciones nacionales y de adecuarlas a los acuerdos celebrados en el marco de la Comunidad Económica Euroasiática. La Asamblea estaba compuesta por parlamentarios, delegados por los parlamentos de los Estados miembros Su composición era como sigue:
- Rusia: 42 miembros
- Bielorrusia: 16 miembros
- Kazajistán: 16 miembros
- Kirguistán: 8 miembros
- Tayikistán: 8 miembros

La Secretaría de la Asamblea Interparlamentaria se encontraba en San Petersburgo, Rusia.

## Marco institucional
.
- Consejo Interestatal
- Comité de Integración
  - Consejo de Política Energética

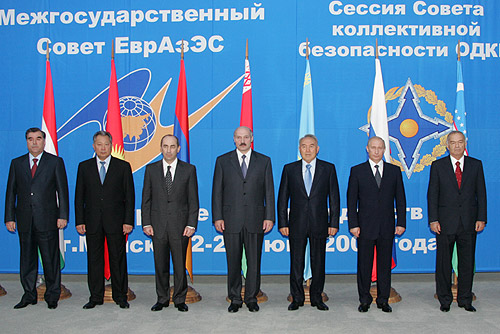
Representantes de la CEEA y de la CSTO

  - Consejo de Política de Transportes
  - Consejo de Cuestiones Fronterizas
  - Consejo de Jefes de Servicios Aduaneros
  - Consejo de Jefes de Servicios Fiscales
  - Consejo de Ministros de Justicia
- Secretaría
- Comisión de Representantes Permanentes
- Asamblea Interparlamentaria
- Tribunal de Justicia de las Comunidades Europeas

### Consejo Interestatal
El órgano supremo de la Comunidad Económica Euroasiática está compuesto por los jefes de Estado y de Gobierno de los Estados miembros. El Consejo Interestatal examina las principales cuestiones de la Comunidad relacionadas con los intereses comunes de los Estados miembros, determina la estrategia, la dirección y las perspectivas de la integración y adopta decisiones encaminadas a alcanzar las metas y los objetivos de la Comunidad. El Consejo Interestatal se reúne a nivel de jefes de Estado al menos una vez al año, y los jefes de Gobierno - al menos dos veces al año. El Consejo toma decisiones por consenso. Las decisiones adoptadas son vinculantes para todos los Estados miembros de la Comunidad.

## Historia de la creación y principales etapas de desarrollo
- En 1987, el académico A.D. Sajarov propuso un proyecto de Constitución para la Unión de Repúblicas Soviéticas de Europa y Asia,[9] cuyo párrafo 3 habla de la creación de la “Unión Europeo-Asiática”.
- En 1994, el presidente kazajo, Nursultan Nazarbayev, propuso un proyecto para una Unión Euroasiática de Estados.
- En los años 1995-2000 se buscó formas óptimas de cooperación.
- El 10 de octubre de 2000, en Astaná, los jefes de Estado (Bielorrusia, Kazajistán, Rusia, Tayikistán, Kirguistán) firmaron el Tratado por el que se establece la Comunidad Económica Euroasiática (que entró en vigor el 30 de mayo de 2001). El Tratado establece el concepto de una cooperación comercial y económica estrecha y eficaz para alcanzar las metas y objetivos definidos por el Tratado sobre la Unión Aduanera y el Espacio Económico Común. Se proporcionan instrumentos organizativos y legales para la implementación de los acuerdos alcanzados, un sistema de seguimiento de la implementación de las decisiones tomadas y la responsabilidad de las Partes.
- En mayo de 2001 se adoptaron documentos que regulan el trabajo de los principales órganos de la comunidad: el Consejo Interestatal, el Comité de Integración y la Asamblea Interparlamentaria de la EurAsEC.
- En abril de 2003 se aprobó el estatuto del Tribunal EurAsEC.
- En marzo de 2004, se firmó un acuerdo entre la EurAsEC y la CEI sobre el desempeño por parte del Tribunal Económico de la Comunidad de Estados Independientes de las funciones del tribunal de la Comunidad Económica Euroasiática.
- En diciembre de 2003, la EurAsEC obtuvo el estatus de observador en la Asamblea General de la ONU.
- En septiembre de 2005, los primeros ministros de los países de la EurAsEC firmaron en Dushanbe un documento básico sobre la formación del equilibrio energético y de combustible de los estados comunitarios, un proyecto de acuerdo sobre la regulación del suministro de cereales a los mercados comunitarios.
- El 7 de septiembre de 2005 en San Petersburgo, en la cumbre de la Organización de Cooperación de Asia Central, se decidió fusionar la Organización de Cooperación de Asia Central con la EurAsEC.
- En noviembre de 2005, el Consejo de Política Económica y Financiera de la EurAsEC inició sus trabajos. El copresidente del Consejo, el jefe del Ministerio de Desarrollo Económico de la Federación de Rusia, German Gref, señaló que la tarea principal de este organismo es desarrollar una estrategia y tácticas para el desarrollo de la comunidad y sus Estados miembros en el ámbito de la política económica y financiera.
- El 24 de enero de 2006, en una reunión extraordinaria del Consejo Interestatal de la EurAsEC en San Petersburgo, se firmó un protocolo sobre la adhesión de Uzbekistán a la EurAsEC.
- Cumbre de Minsk de junio de 2006 en un sello postal de Uzbekistán
- En junio de 2006, en la cumbre de Minsk de los países de la EurAsEC, se decidió que se seguiría trabajando en la formación de la Unión Aduanera sobre la base de la EurAsEC, teniendo en cuenta la evolución del proyecto del Espacio Económico Común (SES). Las estructuras organizativas para la formación de la SES funcionan ahora en la sede de la Secretaría de EurAsEC. La conveniencia de esta decisión viene dictada por el hecho de que las metas y objetivos de la EurAsEC y el Espacio Económico Común son idénticos: la creación de un mercado común y un espacio económico único.
- En agosto de 2006, en el Consejo Interestatal de la EurAsEC, se tomó la decisión fundamental de crear una unión aduanera formada por sólo tres estados preparados para ello: Bielorrusia, Rusia y Kazajistán.
- El 2 de noviembre de 2006, el Parlamento de Kazajistán ratificó el protocolo del acuerdo entre los gobiernos de Rusia, Bielorrusia, Kazajistán, Kirguistán y Tayikistán sobre viajes mutuos de ciudadanos sin visa. Según los términos del protocolo, manteniendo el régimen sin visado entre los Estados miembros de la EurAsEC, se introduce una lista unificada de documentos para el movimiento de ciudadanos de los estados mencionados a través del territorio de la Comunidad.
- El 6 de octubre de 2007 se celebró en Dushanbe la cumbre de la EurAsEC, en la que se adoptó el concepto de Unión Aduanera de Rusia, Kazajistán y Bielorrusia. El plan de acción para la formación de la Unión Aduanera fue diseñado para tres años. También se decidió formar una Comisión de Unión Aduanera, un organismo supranacional. Rusia recibió el 57% de los votos, y Kazajistán y Bielorrusia recibieron cada uno el 21,5%.
- En octubre de 2008, Uzbekistán anunció que suspendía su membresía en la EurAsEC debido a dudas sobre la eficiencia y eficacia de las actividades de esta asociación interestatal. El 12 de noviembre de 2008, la EurAsEC confirmó oficialmente la suspensión de Uzbekistán de su membresía en esta organización. Vale la pena señalar que legalmente no existe el concepto de "suspensión de membresía" en los documentos regulatorios de la EurAsEC, por lo que de facto podemos hablar de la retirada de Uzbekistán de la Comunidad, y de jure de que Uzbekistán continuó siendo miembro de la EurAsEC. .
- El 12 de diciembre de 2008 se celebró en Moscú una reunión del consejo interestatal de los países de la EurAsEC. En la reunión se tomó la decisión de suspender la membresía de Uzbekistán en la EurAsEC a petición del presidente de este país, Islam Karimov. Además, como resultado de la reunión, los jefes de Gobierno concluyeron acuerdos sobre la promoción y protección mutua de inversiones, un acuerdo sobre la armonización de los reglamentos técnicos y adoptaron el concepto de formar un mercado energético común de los Estados miembros de la EurAsEC.
- En 2009, comenzó a funcionar el organismo supranacional de la Unión Aduanera: la Comisión de la Unión Aduanera, se creó el Fondo Anticrisis EurAsEC, se creó el Centro de Alta Tecnología EurAsEC y se firmó un paquete de documentos que constituyen la base jurídica de la Aduana. Unión de la República de Bielorrusia, la República de Kazajistán y la Federación de Rusia, incluido el Tratado sobre En el Código Aduanero de la Unión Aduanera, el Tribunal Comunitario recibió las funciones de un órgano para resolver disputas dentro de la Unión Aduanera, la Acción Se aprobó el plan para la formación del Espacio Económico Común de la República de Bielorrusia, la República de Kazajistán y la Federación de Rusia, se aprobaron los conceptos de seguridad alimentaria de la EurAsEC y la creación del sistema de innovación euroasiático.
- Después de la formación de la Unión Aduanera en diciembre de 2010, en la cumbre de la EurAsEC en Moscú se alcanzaron acuerdos sobre la creación de la Unión Económica Euroasiática sobre la base del Espacio Económico Común de Bielorrusia, Kazajistán y Rusia.
- En octubre de 2011 se firmó un acuerdo sobre la creación de una zona de libre comercio dentro de la CEI.[10] Durante la cumbre EurAsEC, V. Putin anunció el inicio de la implementación de planes para crear una Unión Económica Euroasiática basada en el futuro Espacio Económico Común.[11]
- En diciembre de 2012 se llegó a un acuerdo sobre la reorganización de la EurAsEC con la transferencia de algunas funciones a la Comisión Económica Euroasiática . EurAsEC mantuvo la solución de los problemas en el ámbito humanitario, el transporte, la energía y la implementación de 15 programas interestatales.
- El 24 de octubre de 2013, el presidente de Kazajistán, Nursultan Nazarbayev, en una reunión del Consejo Económico Supremo Euroasiático, propuso disolver la Comunidad Económica Euroasiática (EurAsEC), ya que con la creación de la Unión Económica Euroasiática de Rusia, Bielorrusia y Kazajistán, la EurAsEC como organización que duplica en gran medida sus funciones no será necesaria. Al mismo tiempo, Kirguistán y Tayikistán, que son miembros de la EurAsEC pero no planean unirse a la UEEA, según Nazarbayev, podrían unirse a la Unión Aduanera como países observadores, y Armenia podría convertirse en miembro de la Unión Aduanera.[12]
- El 10 de octubre de 2014, los jefes de Rusia, Bielorrusia, Kazajistán, Kirguistán y Tayikistán firmaron en Minsk documentos sobre la liquidación de la Comunidad Económica Euroasiática (EurAsEC) en relación con el inicio del funcionamiento de la Unión Económica Euroasiática el 1 de enero de 2015.[13]